# ノドグロチドリ
ノドグロチドリ（喉黒千鳥、Thinornis novaeseelandiae）は、チドリ目チドリ科チドリ属に分類される鳥類。

## 分布
種小名novaeseelandiaeは「ニュージーランドの」の意。
ニュージーランド（ランゲティラ島）固有種

## 形態
全長20cm。上面は濃褐色、下面は白い羽毛で覆われる。眼上部に入る眉状の斑紋（眉斑）は白い。額から眼先、耳羽、喉は黒い羽毛で覆われる。
眼の周囲に露出した皮膚（眼瞼輪）は赤やオレンジ色。嘴の色彩はオレンジ色で、先端は黒い。後肢の色彩はオレンジ色。
幼鳥は嘴の色彩が黒く、後肢の色彩が淡黄色。

## 生態
岩礁海岸、干潟、湿原などに生息する。
食性は動物食で、昆虫、クモ、甲殻類、軟体動物などを食べる。移動と静止を織り交ぜて素早く獲物に詰め寄り捕食するが、後肢で地面を探り獲物を探すこともある。
繁殖形態は卵生。岩礁に巣を作り、10-12月に1回に2-3個の卵を産む。雌雄交代で抱卵し、抱卵期間は約28日。寿命は平均6年だが、最長で17年生きた個体もいる。

## 人間との関係
開発による生息地の破壊、標本目的による乱獲人為的に移入されたノネコやネズミによる捕食などにより生息数は激減している。以前はニュージーランドの南北島や周辺の島嶼にも分布していたが絶滅した。1970-1971年にマンゲレ島に移入する試みが進められたが、帰巣本能が強いため試みは失敗している。1993年における生息数は43-44ペアと推定されている。

## 画像

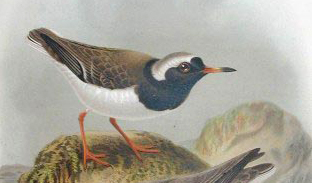
ノドグロチドリ